# Iditarod Trail Sled Dog Race

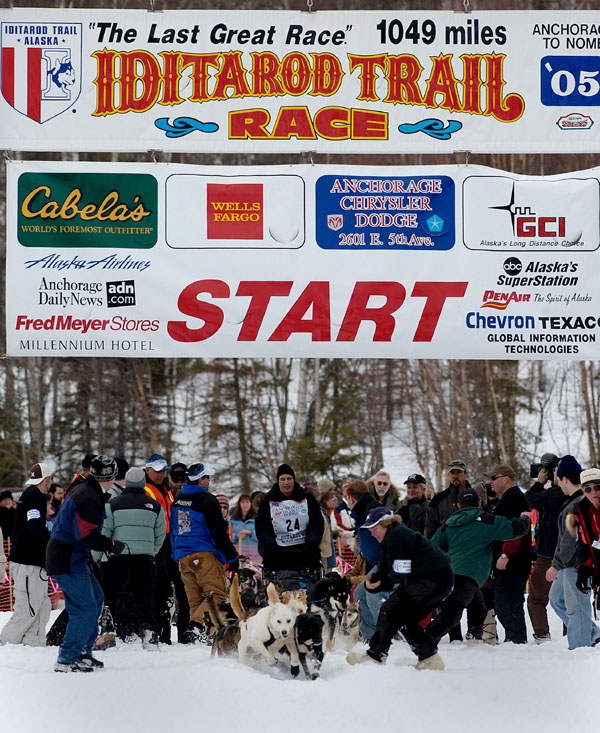
start wyścigu w 2005 roku

Iditarod Trail Sled Dog Race – jeden z najbardziej prestiżowych i najtrudniejszych w Ameryce Północnej wyścigów psich zaprzęgów. Rozgrywany jest od 1973 roku na Alasce, w Stanach Zjednoczonych.

## Historia i specyfikacja wyścigu

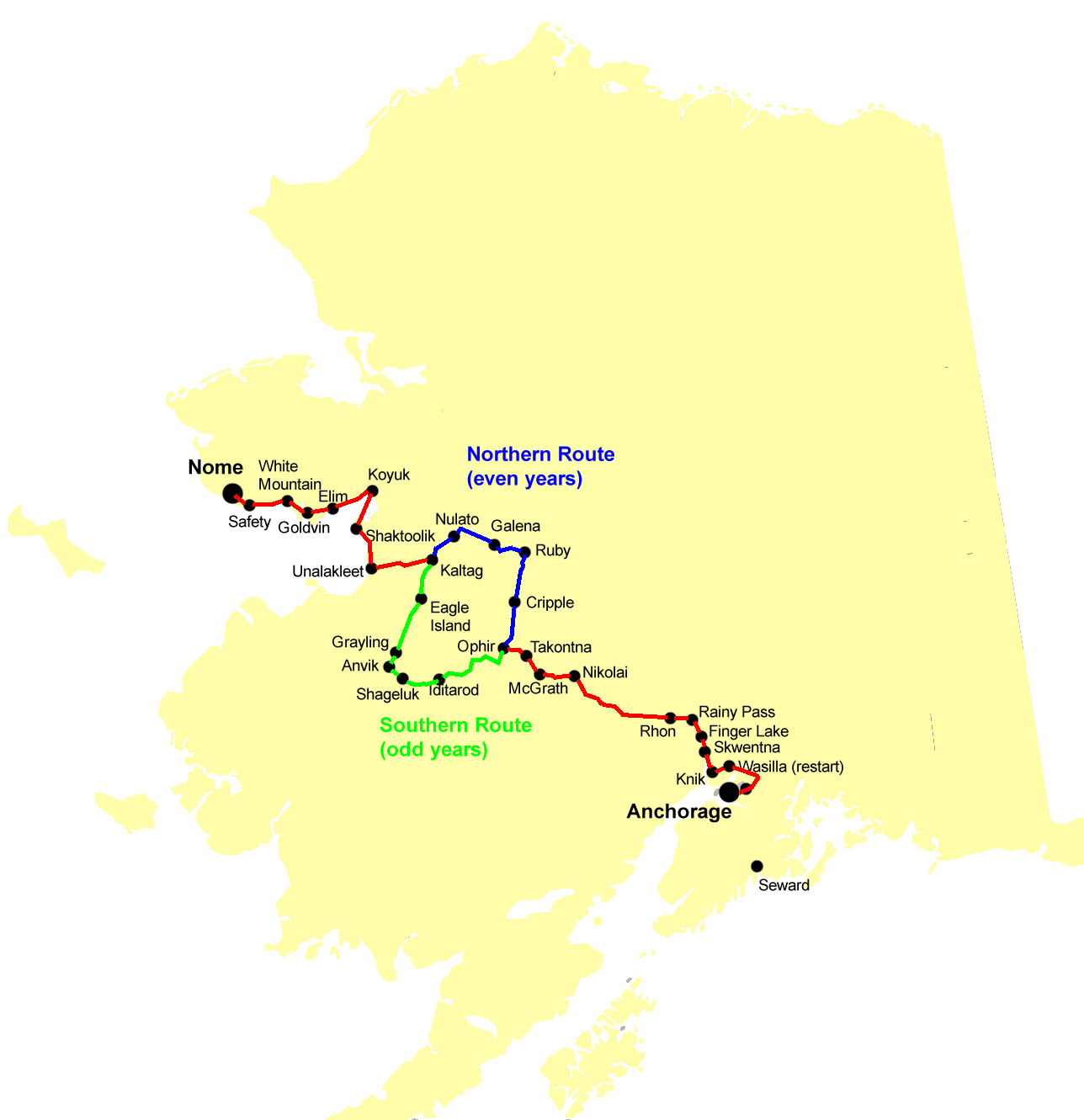
trasy wyścigu

Początkowo Iditarod był pomyślany jako test dla najlepszych psów i maszerów. Do dzisiaj ewoluował i obecnie są to w pełni komercyjne zawody o wysokim poziomie trudności. Wyścig Iditarod jest jedną z największych imprez sportowych na Alasce. Każdego roku startuje więcej niż 50 maszerów. Każdy zaprzęg składa się z 12–16 psów, przy czym warunkiem klasyfikacji na mecie jest posiadanie w zaprzęgu minimum 6 psów. Ceremonia startu ma miejsce w Anchorage, po czym właściwy start odbywa się w położonej około 113 km na północ miejscowości Willow (w latach 1973–2002 właściwy start odbywał się w miejscowości Wasilla). Meta znajduje się w miasteczku Nome. Najlepsi maszerzy ze swoimi psami pokonują około 1850 kilometrów w około 9–10 dni. Wyścigi psich zaprzęgów to jedne z niewielu konkurencji sportowych, w których mężczyźni są klasyfikowani wspólnie z kobietami.

## Rekordy

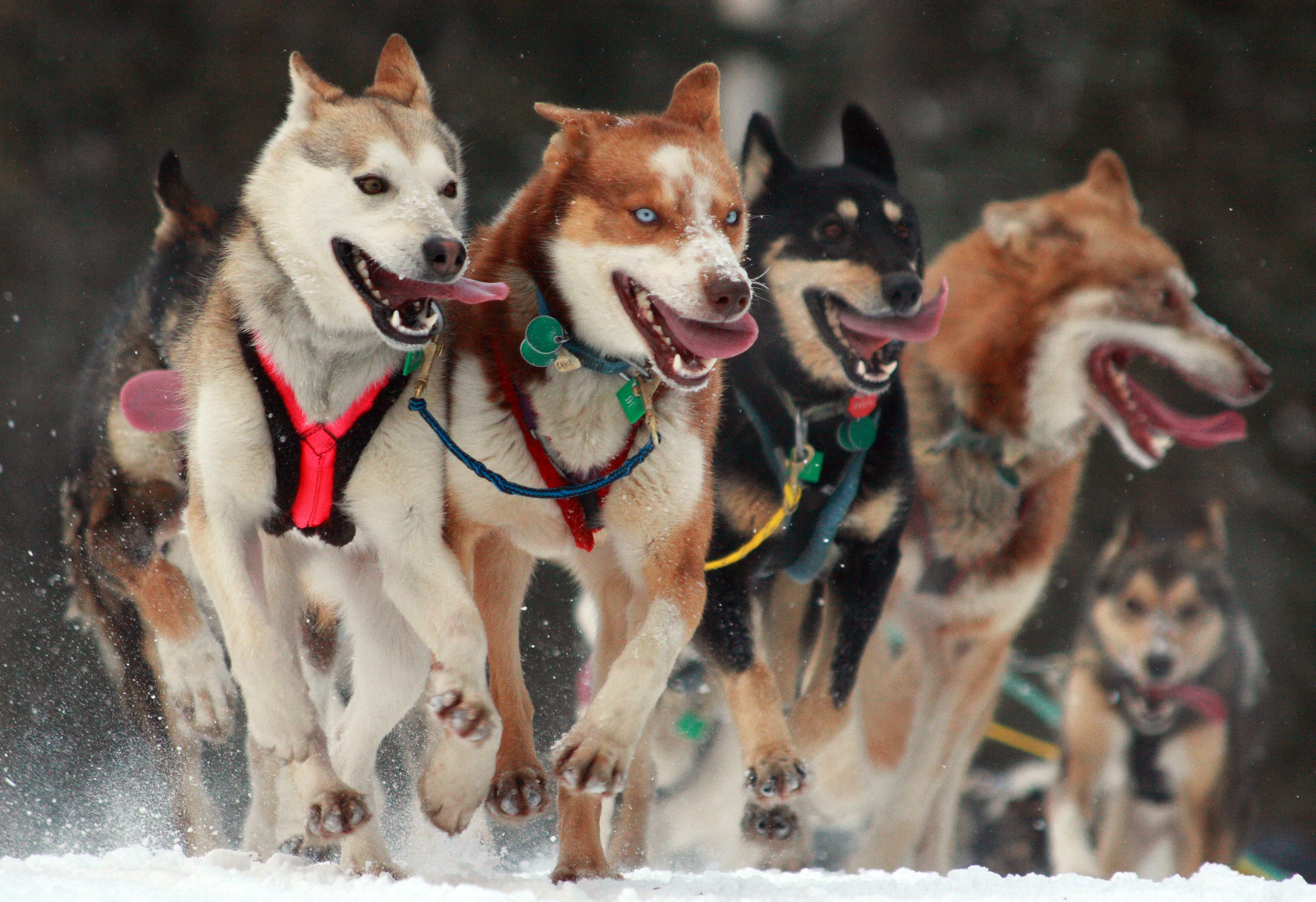
ceremonia startu wyścigu Iditarod (2010)

W kilku pierwszych edycjach wyścigu zwycięzcy potrzebowali na pokonanie tej trasy 20 dni. Rekord (8 dni, 03:40:13 w 2017 r.) należy do Mitcha Seaveya. Rick Swenson wygrał Iditarod 5 razy i dotychczas nikt mu nie dorównał, jest też jedynym maszerem, który wygrał ten wyścig w trzech różnych dekadach (1977, 1979, 1981, 1982, 1991). Pierwszą kobietą, która ukończyła Iditarod była w 1974 roku Mary Shields, natomiast pierwszą kobietą która wygrała Iditarod była w 1985 roku Libby Riddles. Pierwszą osobą, która zwyciężyła trzy razy z rzędu była w latach 1986–1988 Susan Butcher. Zwycięzca z 2007 roku, Lance Mackey jest pierwszym człowiekiem, który w jednym roku zwyciężył zarówno w Yukon Quest jak i w Iditarod. Zdobywając pierwsze miejsce w 2007 roku, dołączył do swojego ojca Dicka i brata Ricka, którzy zwyciężyli odpowiednio w 1978 i 1983 roku. Wszyscy trzej podczas uczestnictwa w tych zawodach startowali z numerem 13.
Iditarod Trail Sled Dog Race wygrywali przedstawiciele Stanów Zjednoczonych, Szwajcarii, Kanady i Norwegii.

## Wyróżnienia
Liderujący pies lub psy zwycięskiego zaprzęgu otrzymują tytuł „Golden Harness”. Jedną z nagród dla wygrywającego Iditarod jest nowy samochód pick-up, natomiast ostatni maszer, który ukończy wyścig otrzymuje tytuł „Czerwonej Latarni”.